# 邁維肯灣
54°14′S 36°30′W / 54.233°S 36.500°W

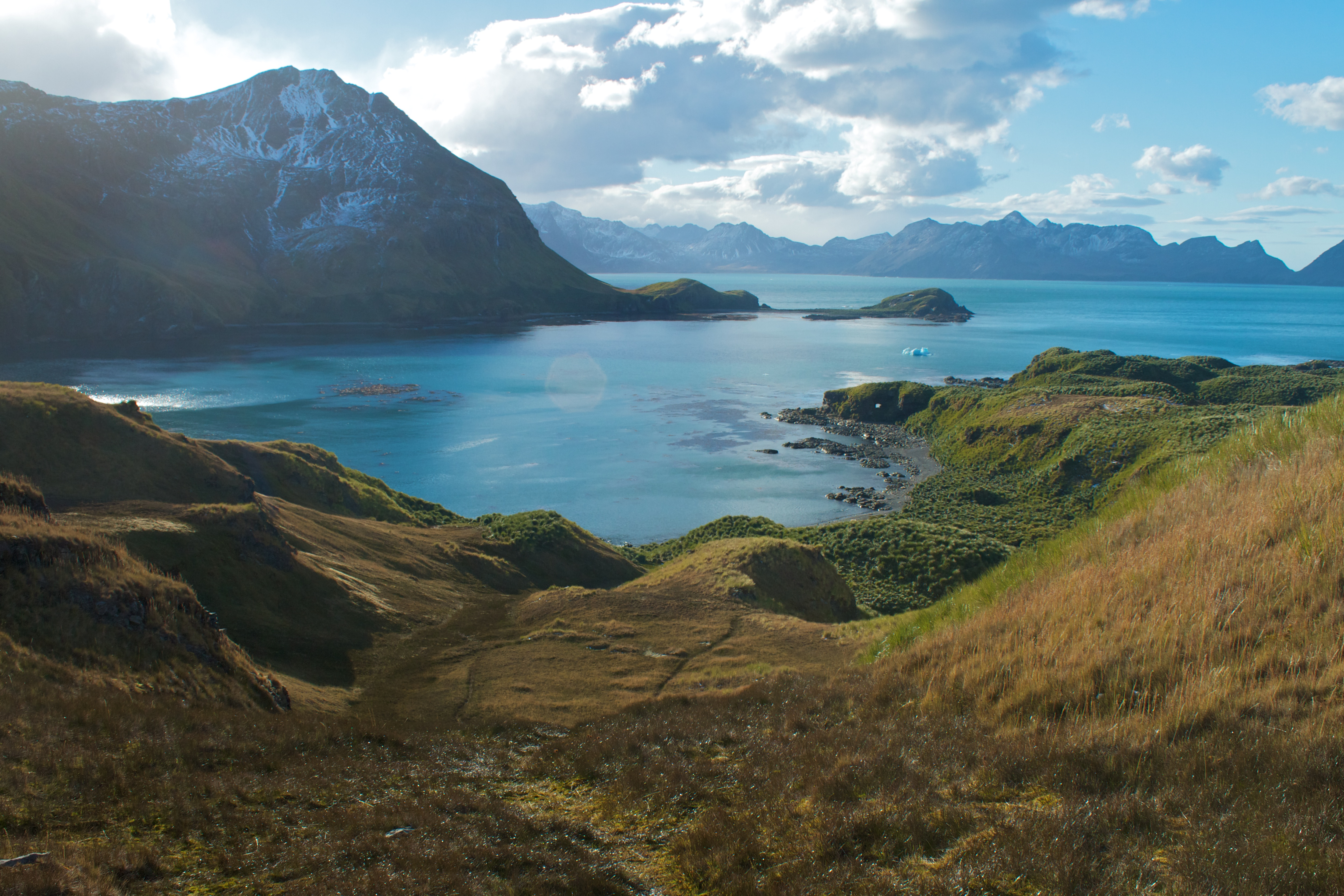

邁維肯灣（英語：Maiviken），是南極洲的海灣，位於南喬治亞群島，處於昆伯蘭西灣和昆伯蘭東灣之間的撒切爾半島北端，由奧托·努登舍爾德率領的瑞典探險隊繪入地圖，由英國海外領土管轄。